# Ovis orientalis
Ovis orientalis är en art i släktet får som förekommer i vilt tillstånd i västra och centrala Asien. För arten förekommer de svenska trivialnamnen mufflonfår och rödfår, vilka syftar på flera närbesläktade populationer från västra Asien – orientalis-gruppen.

## Zoologi

### Olika artnamn
Det vetenskapliga namnet Ovis orientalis används av de zoologer som godkänner tamfåret som självständig art, till exempel av Internationella naturvårdsunionen (IUCN).
Andra zoologer, som Peter Grubb i Mammal Species of the World (2005), listar tamfåret som underart till denna djurart. I detta fall blir artens vetenskapliga namn Ovis aries, då Carl von Linnés beskrivning av tamfåret är äldre än alla beskrivningar av vilda populationer.
Nya molekylärgenetiska undersökningar indikerar att det finns två varianter av tamfår. Den första avlades fram från västasiatiska populationer och den andra från centralasiatiska populationer.

### Grupperingar
Ett flertal underarter har beskrivits men de är omstridda. Zoologerna är däremot ense om att det finns två grupper med närbesläktade populationer.
- Mufflonfår eller orientalis-gruppen:
  - Ovis orientalis orientalis (Gmelin, 1774) eller Ovis orientalis gmelinii (Blyth, 1851) lever i södra Armenien, södra Azerbajdzjan, nordvästra Iran, nordöstra Irak och västra Turkiet. En avskild population finns i sydcentrala Turkiet. Underartens nomenklatur är omstridd. IUCN använder till exempel den nyare synonymen.[1]
  - Ovis orientalis musimon (Pallas, 1811) sammanfattar vilda populationer på Sardinien och Korsika som senare blev introducerade i flera andra europeiska regioner. Dessa populationer är enligt nyare forskning förvildade tamfår. Underarten godkänns därför inte av IUCN.
  - Ovis orientalis ophion (Blyth, 1841) är en utrotningshotad population på Cypern. Underarten är inte heller godkänd av IUCN. Den ska likaså härstamma från förvildade tamfår.
- Urial eller vignei-gruppen:
  - Ovis orientalis vignei (Blyth, 1841) förekommer med flera från varandra skilda populationer i Kashmirregionen i norra Pakistan och nordvästra Indien.
  - Ovis orientalis arkal (Eversmann, 1850) lever i nordöstra Iran, i Turkmenistan, västra Uzbekistan och västra Kazakstan.
  - Ovis orientalis bocharensis (Nasonov, 1914) hittas i östra Uzbekistan och södra Tadzjikistan. Populationerna räknas ofta till O. o. vignei.
  - Ovis orientalis cycloceros (Hutton, 1842) har flera från varandra skilda utbredningsområden i Afghanistan samt i centrala och södra Pakistan.
  - Ovis orientalis isphahanica (Nasonov, 1910) är endemisk för en liten region i centrala Iran. underarten listas av Grubb (2005) till orientalis-gruppen.[3]
  - Ovis orientalis laristanica (Nasonov, 1909) förekommer i södra Iran vid Persiska viken. Underarten liknar andra urial i utseende men genetiskt liknar den mer mufflonfår.[3] Därför antas att underarten är en hybrid mellan väst- och centralasiatiska former.[1]
  - Ovis orientalis punjabiensis (Lydekker, 1913) hittas i saltöknar söder om Islamabad i nordöstra Pakistan.

## Utseende
Storleksuppgifterna är beroende av om man räknar tamfåret och dess förvildade former till arten (som Grubb 2005) eller inte (som IUCN). I första fall varierar kroppslängden (huvud och bål) mellan 110 och 180 cm och mankhöjden mellan 65 och 125 cm. I senare fall blir individerna högst 145 cm långa. Ursprungligt vilda populationer väger upp till 90 kg och tamfår kan bli 200 kg tunga. Vilda individer har en 7 till 15 cm lång svans men hos tamfår kan svansen vara betydligt längre och tjockare.